# 前103年
| 千纪： | 前1千纪 |
| 世纪： | 前3世纪 \| 前2世纪 \| 前1世纪                                                                                       |
| 年代： | 前130年代 \| 前120年代 \| 前110年代 \| 前100年代 \| 前90年代 \| 前80年代 \| 前70年代                                |
| 年份： | 前108年 \| 前107年 \| 前106年 \| 前105年 \| 前104年 \| 前103年 \| 前102年 \| 前101年 \| 前100年 \| 前99年 \| 前98年 |
| 纪年： | 西汉太初二年 |

## 大事记
- 西汉李廣利軍至郁成國，郁成王大破汉軍，李廣利還屯敦煌。洛野侯趙破奴率騎兵二萬出受降城，北迎匈奴左大都尉。左大都尉事泄被殺，匈奴出擊，汉軍覆沒，趙破奴降匈奴。

## 逝世
- 寬